# Columella edentula
Columella edentula е вид охлюв от семейство Pupillidae. Видът не е застрашен от изчезване.

## Разпространение и местообитание
Разпространен е в Австрия, Белгия, Босна и Херцеговина, България, Великобритания (Северна Ирландия), Германия, Дания, Естония, Ирландия, Испания, Италия, Латвия, Литва, Лихтенщайн, Люксембург, Молдова, Нидерландия, Норвегия, Полша, Португалия, Румъния, Русия (Калининград), Словакия, Словения, Сърбия, Украйна, Унгария, Финландия, Франция, Хърватия, Черна гора, Чехия, Швейцария и Швеция.
Обитава гористи местности, влажни места и ливади.

## Описание
Популацията на вида е стабилна.